# NGC 3362
NGC 3362 (другие обозначения — UGC 5857, MCG 1-28-5, ZWG 38.7, PGC 32078) — спиральная галактика (Sc) в созвездии Лев.
Галактика обладает активным ядром и относится к сейфертовским галактикам типа II
Этот объект входит в число перечисленных в оригинальной редакции «Нового общего каталога».
В галактике вспыхнули:
- сверхновая SN 2001Y[пол.] типа IIp, её пиковая видимая звездная величина составила 18,1[5].
- сверхновая SN 2010ct[пол.] типа II, её пиковая видимая звездная величина составила 19,2[5].